# Llista d'asteroides/214801-214900
| Nom      | Designació provisional | Data de descobriment   | Lloc de descobriment | Descobridor/s          |
| -------- | ---------------------- | ---------------------- | -------------------- | ---------------------- |
| 214801 - | 2006 UD203             | 22 d'octubre de 2006   | Palomar              | NEAT                   |
| 214802 - | 2006 UT204             | 22 d'octubre de 2006   | Palomar              | NEAT                   |
| 214803 - | 2001 TN246             | 23 d'octubre de 2006   | Kitt Peak            | Spacewatch             |
| 214804 - | 2006 UP210             | 23 d'octubre de 2006   | Kitt Peak            | Spacewatch             |
| 214805 - | 2006 UJ220             | 16 d'octubre de 2006   | Catalina             | CSS                    |
| 214806 - | 2004 KN18              | 17 d'octubre de 2006   | Mount Lemmon         | Mt. Lemmon Survey      |
| 214807 - | 1995 WZ14              | 20 d'octubre de 2006   | Kitt Peak            | Spacewatch             |
| 214808 - | 2006 UX226             | 20 d'octubre de 2006   | Mount Lemmon         | Mt. Lemmon Survey      |
| 214809 - | 2001 SG259             | 20 d'octubre de 2006   | Palomar              | NEAT                   |
| 214810 - | 2006 UF230             | 21 d'octubre de 2006   | Palomar              | NEAT                   |
| 214811 - | 2002 WB22              | 22 d'octubre de 2006   | Mount Lemmon         | Mt. Lemmon Survey      |
| 214812 - | 2003 HB43              | 27 d'octubre de 2006   | Kitt Peak            | Spacewatch             |
| 214813 - | 2006 UO260             | 28 d'octubre de 2006   | Mount Lemmon         | Mt. Lemmon Survey      |
| 214814 - | 2004 KA6               | 28 d'octubre de 2006   | Mount Lemmon         | Mt. Lemmon Survey      |
| 214815 - | 2004 GC48              | 28 d'octubre de 2006   | Mount Lemmon         | Mt. Lemmon Survey      |
| 214816 - | 2006 UG287             | 29 d'octubre de 2006   | Kitt Peak            | Spacewatch             |
| 214817 - | 2006 UF328             | 17 d'octubre de 2006   | Catalina             | CSS                    |
| 214818 - | 2006 UC332             | 21 d'octubre de 2006   | Apache Point         | A. C. Becker           |
| 214819 - | 2000 SS234             | 10 de novembre de 2006 | Vallemare Borbona    | V. S. Casulli          |
| 214820 - | 2001 UT128             | 14 de novembre de 2006 | Vallemare Borbona    | V. S. Casulli          |
| 214821 - | 2006 VJ16              | 9 de novembre de 2006  | Kitt Peak            | Spacewatch             |
| 214822 - | 1998 HA76              | 9 de novembre de 2006  | Kitt Peak            | Spacewatch             |
| 214823 - | 1993 RP20              | 10 de novembre de 2006 | Kitt Peak            | Spacewatch             |
| 214824 - | 2006 VD32              | 11 de novembre de 2006 | Mount Lemmon         | Mt. Lemmon Survey      |
| 214825 - | 2003 FL41              | 12 de novembre de 2006 | Mount Lemmon         | Mt. Lemmon Survey      |
| 214826 - | 2001 YS27              | 10 de novembre de 2006 | Kitt Peak            | Spacewatch             |
| 214827 - | 2004 FE117             | 11 de novembre de 2006 | Mount Lemmon         | Mt. Lemmon Survey      |
| 214828 - | 2005 QQ105             | 11 de novembre de 2006 | Kitt Peak            | Spacewatch             |
| 214829 - | 2006 VF80              | 12 de novembre de 2006 | Mount Lemmon         | Mt. Lemmon Survey      |
| 214830 - | 2006 VG80              | 12 de novembre de 2006 | Mount Lemmon         | Mt. Lemmon Survey      |
| 214831 - | 2006 VX92              | 15 de novembre de 2006 | Mount Lemmon         | Mt. Lemmon Survey      |
| 214832 - | 2006 VC93              | 15 de novembre de 2006 | Mount Lemmon         | Mt. Lemmon Survey      |
| 214833 - | 2006 VT106             | 13 de novembre de 2006 | Catalina             | CSS                    |
| 214834 - | 2006 VQ109             | 13 de novembre de 2006 | Catalina             | CSS                    |
| 214835 - | 2001 WY68              | 14 de novembre de 2006 | Kitt Peak            | Spacewatch             |
| 214836 - | 2006 VB149             | 15 de novembre de 2006 | Kitt Peak            | Spacewatch             |
| 214837 - | 2006 VV128             | 15 de novembre de 2006 | Kitt Peak            | Spacewatch             |
| 214838 - | 2006 VV134             | 15 de novembre de 2006 | Mount Lemmon         | Mt. Lemmon Survey      |
| 214839 - | 2006 VW141             | 13 de novembre de 2006 | Mount Lemmon         | Mt. Lemmon Survey      |
| 214840 - | 2006 VB144             | 15 de novembre de 2006 | Catalina             | CSS                    |
| 214841 - | 2006 VQ147             | 15 de novembre de 2006 | Catalina             | CSS                    |
| 214842 - | 2006 VG150             | 9 de novembre de 2006  | Palomar              | NEAT                   |
| 214843 - | 2006 VO170             | 11 de novembre de 2006 | Kitt Peak            | Spacewatch             |
| 214844 - | 2001 SH210             | 16 de novembre de 2006 | Mount Lemmon         | Mt. Lemmon Survey      |
| 214845 - | 1995 UE30              | 17 de novembre de 2006 | Mount Lemmon         | Mt. Lemmon Survey      |
| 214846 - | 2006 WO74              | 18 de novembre de 2006 | Kitt Peak            | Spacewatch             |
| 214847 - | 2006 WN92              | 19 de novembre de 2006 | Kitt Peak            | Spacewatch             |
| 214848 - | 2006 WS94              | 19 de novembre de 2006 | Kitt Peak            | Spacewatch             |
| 214849 - | 2006 WY95              | 19 de novembre de 2006 | Kitt Peak            | Spacewatch             |
| 214850 - | 2006 WB96              | 19 de novembre de 2006 | Socorro              | LINEAR                 |
| 214851 - | 2006 WU101             | 19 de novembre de 2006 | Catalina             | CSS                    |
| 214852 - | 2006 WU102             | 19 de novembre de 2006 | Kitt Peak            | Spacewatch             |
| 214853 - | 2006 WL106             | 19 de novembre de 2006 | Kitt Peak            | Spacewatch             |
| 214854 - | 2006 WF185             | 29 de novembre de 2006 | Desert Moon          | B. L. Stevens          |
| 214855 - | 1997 EO14              | 16 de novembre de 2006 | Kitt Peak            | Spacewatch             |
| 214856 - | 2006 XM39              | 12 de desembre de 2006 | Kitt Peak            | Spacewatch             |
| 214857 - | 2005 MU51              | 14 de desembre de 2006 | Kitt Peak            | Spacewatch             |
| 214858 - | 2006 XR63              | 9 de desembre de 2006  | Palomar              | NEAT                   |
| 214859 - | 2006 YN7               | 20 de desembre de 2006 | Palomar              | NEAT                   |
| 214860 - | 2005 TQ177             | 20 de desembre de 2006 | Nyukasa              | Nyukasa                |
| 214861 - | 2006 YL22              | 21 de desembre de 2006 | Kitt Peak            | Spacewatch             |
| 214862 - | 2005 QY153             | 22 de desembre de 2006 | Kitt Peak            | Spacewatch             |
| 214863 - | 2006 YB55              | 27 de desembre de 2006 | Mount Lemmon         | Mt. Lemmon Survey      |
| 214864 - | 2007 EF1               | 6 de març de 2007      | Palomar              | NEAT                   |
| 214865 - | 2007 EW56              | 14 de març de 2007     | Mount Lemmon         | Mt. Lemmon Survey      |
| 214866 - | 2007 EZ124             | 14 de març de 2007     | Catalina             | CSS                    |
| 214867 - | 2007 HN17              | 16 d'abril de 2007     | Catalina             | CSS                    |
| 214868 - | 2006 EE26              | 5 d'agost de 2007      | Socorro              | LINEAR                 |
| 214869 - | 2007 PA8               | 9 d'agost de 2007      | Socorro              | LINEAR                 |
| 214870 - | 2007 PE17              | 8 d'agost de 2007      | Socorro              | LINEAR                 |
| 214871 - | 2003 OO17              | 9 d'agost de 2007      | Socorro              | LINEAR                 |
| 214872 - | 2004 XY143             | 21 d'agost de 2007     | Anderson Mesa        | LONEOS                 |
| 214873 - | 1999 RA191             | 2 de setembre de 2007  | Mount Lemmon         | Mt. Lemmon Survey      |
| 214874 - | 2007 RP42              | 9 de setembre de 2007  | Anderson Mesa        | LONEOS                 |
| 214875 - | 2007 RG95              | 10 de setembre de 2007 | Kitt Peak            | Spacewatch             |
| 214876 - | 2007 RH105             | 11 de setembre de 2007 | Catalina             | CSS                    |
| 214877 - | 2002 EC120             | 11 de setembre de 2007 | Mount Lemmon         | Mt. Lemmon Survey      |
| 214878 - | 1996 TJ53              | 13 de setembre de 2007 | Socorro              | LINEAR                 |
| 214879 - | 1999 TJ21              | 12 de setembre de 2007 | Catalina             | CSS                    |
| 214880 - | 2002 CQ306             | 11 de setembre de 2007 | XuYi                 | PMO NEO Survey Program |
| 214881 - | 2002 AL71              | 10 de setembre de 2007 | Kitt Peak            | Spacewatch             |
| 214882 - | 2007 RC218             | 13 de setembre de 2007 | Mount Lemmon         | Mt. Lemmon Survey      |
| 214883 - | 2000 XU48              | 11 de setembre de 2007 | XuYi                 | PMO NEO Survey Program |
| 214884 - | 2007 RE244             | 15 de setembre de 2007 | Socorro              | LINEAR                 |
| 214885 - | 2007 RB265             | 15 de setembre de 2007 | Mount Lemmon         | Mt. Lemmon Survey      |
| 214886 - | 2007 RC269             | 15 de setembre de 2007 | Mount Lemmon         | Mt. Lemmon Survey      |
| 214887 - | 2006 SP236             | 15 de setembre de 2007 | Mount Lemmon         | Mt. Lemmon Survey      |
| 214888 - | 2007 RT271             | 15 de setembre de 2007 | Mount Lemmon         | Mt. Lemmon Survey      |
| 214889 - | 2007 RM284             | 11 de setembre de 2007 | Mount Lemmon         | Mt. Lemmon Survey      |
| 214890 - | 2007 RG291             | 14 de setembre de 2007 | Mount Lemmon         | Mt. Lemmon Survey      |
| 214891 - | 2007 RV300             | 12 de setembre de 2007 | Mount Lemmon         | Mt. Lemmon Survey      |
| 214892 - | 1999 TG81              | 20 de setembre de 2007 | Catalina             | CSS                    |
| 214893 - | 2007 SJ7               | 18 de setembre de 2007 | Kitt Peak            | Spacewatch             |
| 214894 - | 2005 EE194             | 6 d'octubre de 2007    | Kitt Peak            | Spacewatch             |
| 214895 - | 2007 TD22              | 8 d'octubre de 2007    | Goodricke-Pigott     | R. A. Tucker           |
| 214896 - | 2003 SM358             | 4 d'octubre de 2007    | Kitt Peak            | Spacewatch             |
| 214897 - | 2007 TN43              | 7 d'octubre de 2007    | Mount Lemmon         | Mt. Lemmon Survey      |
| 214898 - | 2003 UC337             | 4 d'octubre de 2007    | Kitt Peak            | Spacewatch             |
| 214899 - | 2000 UK23              | 7 d'octubre de 2007    | Catalina             | CSS                    |
| 214900 - | 2007 TP88              | 8 d'octubre de 2007    | Kitt Peak            | Spacewatch             |